# 段洁龙
段洁龙（1958年7月—），中华人民共和国外交官，曾任中华人民共和国驻新加坡共和国特命全权大使和中华人民共和国驻匈牙利共和国特命全权大使。2020年8月25日，段潔龍以149票當選成為國際海洋法法庭法官。

## 荣誉

### 外国勋章奖章
- 匈牙利中十字勋章（匈牙利，2020年9月28日于布达佩斯颁发[3]）